# Венера-7
«Венера-7» — автоматична науково-дослідна космічна станція, призначена для дослідження планети Венера.

## Історія створення
Автоматична міжпланетна станція (АМС) «Венера-7» була створена на Машинобудівному заводі імені С. А. Лавочкіна.
У конструкції АМС «Венера-7» були враховані дані, отримані попередніми станціями «Венера-4», «Венера-5» та «Венера-6». Із розрахунків, зроблених на підставі даних, отриманих під час попередніх космічних експедицій, передбачалося, що на поверхні планети Венера тиск може досягати значення 100 атмосфер, температура — 500 °C і швидкості вітру біля поверхні — 1,5 м/с. Щоб витримати такий тиск, корпус спускного апарата був виготовлений не із алюмінієво-магнієвого сплаву АМг6, як у попередніх станцій «Венера», а із титана, і був спроможний витримати тиск до 180 атмосфер. Теплова ізоляція нижньої напівсфери СА була виконана із склопласту, а верхньої напівсфери — із скловати, яка заповнювала скриньки склосот. Для зменшення перевантажень, які впливали б на апаратуру при зустрічі апарата з поверхнею планети, було встановлено амортизаційний пристрій.
Високий атмосферний тиск дозволив замінити двокаскадну парашутну систему на однокаскадну з рифленим парашутом конусної форми площею 2,8 м². (Це трохи більше, чим площа купола парашута гальмування на «Венері-4», а основний парашут на «Венері-4» мав площу у 20 раз більше). Парашут був виготовлений зі скловолокна. Для забезпечення достатньої міцності купол парашута був зроблений із 4 шарів тканини. Після вигорання акрилового волокна забезпечувалася повітропроникність купола, яка гарантувала його надійне функціонування. Відповідно було змінено і автоматику введення парашутної системи.
Повністю був замінений склад наукової апаратури. Крім того, для вимірювання висоти в діапазоні 25—1 км було встановлено новий радіовисотомір. У зв'язку зі змінами складу наукової апаратури в спускному апараті і циклограми її функціонування знадобилося збільшити і місткість акумуляторної батареї. Замість кадмієво-нікелевої батареї було встановлено свинцево-цинкову батарею. За 15 діб до підльоту до Венери за розпорядженням із Землі було проведено її зарядження від сонячних батарей.
У зв'язку зі збільшенням на 100 кг маси спускного апарата порівняно з апаратами «Венери-5,6» довелося максимально полегшити орбітальний відсік. З нього було знято всю наукову апаратуру за винятком лічильника космічних частинок КС 18 4М.
Але і після цього маса всього апарата (1180 кг) залишалася на 50 кг більша від маси «Венери-5,6», а значить, перевищувала можливості носія «Молнія-М». Вантажопідйомність носія вдалося збільшити доопрацюванням баків розгінного блоку (він отримав позначення НВЛ), що дало можливість додати 140 кг палива.

## Мета експедиції
Метою експедиції автоматичної станції «Венера-7» було доставлення апарата на поверхню Венери. Це було першою посадкою працюючого космічного апарата на іншу планету. Венери 4-6 також здійснили м'яку посадку на поверхню Венери, але вони були розраховані на тиск в 20 атмосфер, тому були сплющені на висоті близько 25 км.
Як зазвичай, політ планувався з одночасним запуском двох аналогічних за конструкцією АМС до Венери. Запуск другої станції був здійснений через п'ять діб після «Венери-7» — 22 серпня 1970 року о 8 годині 6 хвилин 8 секунд (київський час). Перші три ступені ракети-носія відпрацювали в штатному режимі, і АМС була виведена на навколоземну орбіту. Але при спробі перевести станцію на орбіту польоту до планети Венера, відбувся вибух у двигуні розгінного блоку. АМС не вийшла на міжпланетну орбіту і залишилася на навколоземній орбіті. У той час в СРСР було не заведено повідомляти про невдалі космічні запуски. Тому залишена на навколоземній орбіті АМС Венера була названа — «Космос-359».

## Склад наукової апаратури

### Орбітальний апарат
- прилад КС-18-4М для вивчення потоків космічних частинок

### Спускний парат
- гама-спектрометр ГС-4 для визначення типу порід поверхні планети
- комплект ИТД для визначення температури і тиску атмосфери
- прилад ДОУ-1М для вимірювання максимального прискорення на ділянці гальмування АП

## Перебіг космічної експедиції
«Венера-7» була запущена з космодрому Байконур 17 серпня 1970 року.
2 жовтня і 17 листопада були проведені дві вдалі корекції орбіти станції. Ці корекції проводилися з орієнтуванням за сонцем. Дві спроби корекції (27 і 30 вересня) з орієнтацією на зорю Сіріус, були невдалими.
15 грудня 1970 року, через 120 діб після старту, станція «Венера-7» досягла планети Венера. Під час аеродинамічного гальмування швидкість апарата відносно планети зменшилася з 11,5 км/с до 200 м/с. При цьому максимальні перевантаження досягали 350 g.
Парашут гальмування спускного апарата був запущений в дію на висоті 55 км над поверхнею планети. Зовнішній тиск на цій висоті становив 0,7 атмосфери. 15 грудня 1970 року о 8 годині 34 хвилині 10 секундах спускний апарат станції «Венера-7» вперше у світі здійснив посадку на поверхні Венери за 2000 км від ранкового термінатора з нічного боку.
Інформація з апарата передавалася протягом 53 хвилин, в тому числі — 20 хвилин з поверхні. Під час спуску були проведені вимірювання температури атмосфери, які змінювалися від 25 до 475 °C на поверхні планети.
При вході спускного апарата в атмосферу відмовив телеметричний мультиплексор, внаслідок чого, протягом всього спуску в атмосфері і перебування апарата на поверхні, на Землю передавалася тільки температура навколишнього середовища.
Одночасно проводилися радіовимірювання доплеровської зміни сигналу, що приймався на Землі від апарата на Венері. Саме ці вимірювання дозволили вирахувати пройдений шлях, «прив'язати» значення температури до зазначеної висоти і зафіксувати момент дотику поверхні Венери. Вони ж дозволили зафіксувати стрибок за швидкістю зниження в середині спуску з 14 до 26 м/с, а згодом і швидкість в момент дотику до поверхні (16 м/с), яка перевищувала розрахункову. Ймовірною причиною цього могло бути мимовільне спрацьовування пірочеки, викликане статичним електричним струмом, і відстрілюванням парашутних стропів.
Постійні вимірювання відношення сигналу/шум прийнятого на Землі сигналу дозволили зафіксувати зменшення в момент посадки рівня сигналу майже в 30 разів. Це могло означати вплив вітру на спускний апарат під час посадки або його перекидання.
Основне завдання космічної експедиції — м'яка посадка на поверхню Венери, була виконана. Але не всі заплановані вимірювання були проведені.
За результатами вимірювань, проведених на апараті станції «Венера-7», були розраховані значення тиску і температури на поверхні планети Венера, вони склали 90±15 атмосфер і 475±20 °C.